# Бугаевка (Бугаевское сельское поселение)
Бугаевка — село в Кантемировском районе Воронежской области России. Расположено на реке Вшивой в 12 км к юго-западу от Кантемировки.
Административный центр Бугаевского сельского поселения. Ему подчинены село Колещатовка и хутор Хрещатый.

## География

### Улицы
- ул. Ленина
- ул. Лесная
- ул. Молодёжная
- ул. Труда.

## История
Село возникло в 1775 году, когда из Кантемировки на новое место жительства вышел Филипп Бугай с семьей и основал хутор, названный его именем.
На битву с французами в 1812 году из хутора ушло 4 рекрута. Из-за нехватки свободных земель крестьяне хутора просили царя переселить их в Астраханскую губернию. Но верховная власть не удовлетворила их требования. В 1845 году построена Митрофановская деревянная церковь.
В 1900 году в селе было 229 дворов и 1621 житель, имелось несколько мелких лавок и кустарных заведений.
Советская власть установлена весной 1918 года. 7 мая 1918 года в Бугаевку вступили немцы. Однако, на следующий день отряд богучарских добровольцев выбил их оттуда. Многие бугаевцы вступили в этот отряд. Во время оккупации села красновцами жители Бугаевки подняли восстание и изгнали белогвардейцев из села.
В 1926 году в Бугаевке было уже 388 дворов и 2147 жителей, имелась школа I ступени с тремя преподавателями, почтовое отделение, изба-читальня. В конце 1929 года действующие сельхозобъединения были объединены в одно коллективное хозяйство – «Пролетарский труженик». Его председателем стал участник гражданской войны В. И. Логвинов. В то время в селе было 400 дворов, из них 226 – бедняцких, 164 – середняцких и лишь 10 – зажиточных.
В годы Великой Отечественной войны на фронт ушло несколько сот мужчин, многие из них не вернулись домой. В декабре 1942 года жители села – Павел Литвиненко, Иван Бокатый и Алексей Бочаров добровольно вступили в артиллерийский полк, проходивший через село. С победными боями они дошли до Берлина, став сержантами, командирами орудий. Все трое отличились они при форсировании Днепра, в боях за город Познань и при штурме Берлина. За мужество и героизм все тое они получили полный комплект орденов Солдатской Славы. Ныне они трудятся в разных городах Российской Федерации. П. А. Литвиненко работал в Туле на комбайном заводе, где и получил звание Героя Социалистического Труда, И. Т. Бокатый трудился в совхозе под Ленинградом, а А. Л. Бочаров жил долгое время в Донбассе.
На 1995 год в Бугаевке 225 домов, 600 жителей, неполная средняя школа на 140 мест, 14 учителей, два магазина, Дом культуры на 400 мест, детсад на 50 мест, медпункт, Дом быта, почтовое отделение, библиотека, столовая. 

## Население
| 1900 | 1926   | 1995  | 2010  |
| ---- | ------ | ----- | ----- |
| 1621 | ▲ 2147 | ▼ 600 | ▼ 550 |